# Hermanovce
Hermanovce és un poble i municipi d'Eslovàquia. Es troba a la regió de Prešov, al nord del país. La primera referència escrita de la vila data del 1320.

## Demografia
| Godina             | 1994 | 2004    | 2014    | 2024   |
| ------------------ | ---- | ------- | ------- | ------ |
| Nombre de persones | 1359 | 1539    | 1879    | 1738   |
| Diferència         |      | +13,24% | +22,09% | −7,50% |

| Godina             | 2023 | 2024   |
| ------------------ | ---- | ------ |
| Nombre de persones | 1704 | 1738   |
| Diferència         |      | +1,99% |